# Ma Huateng

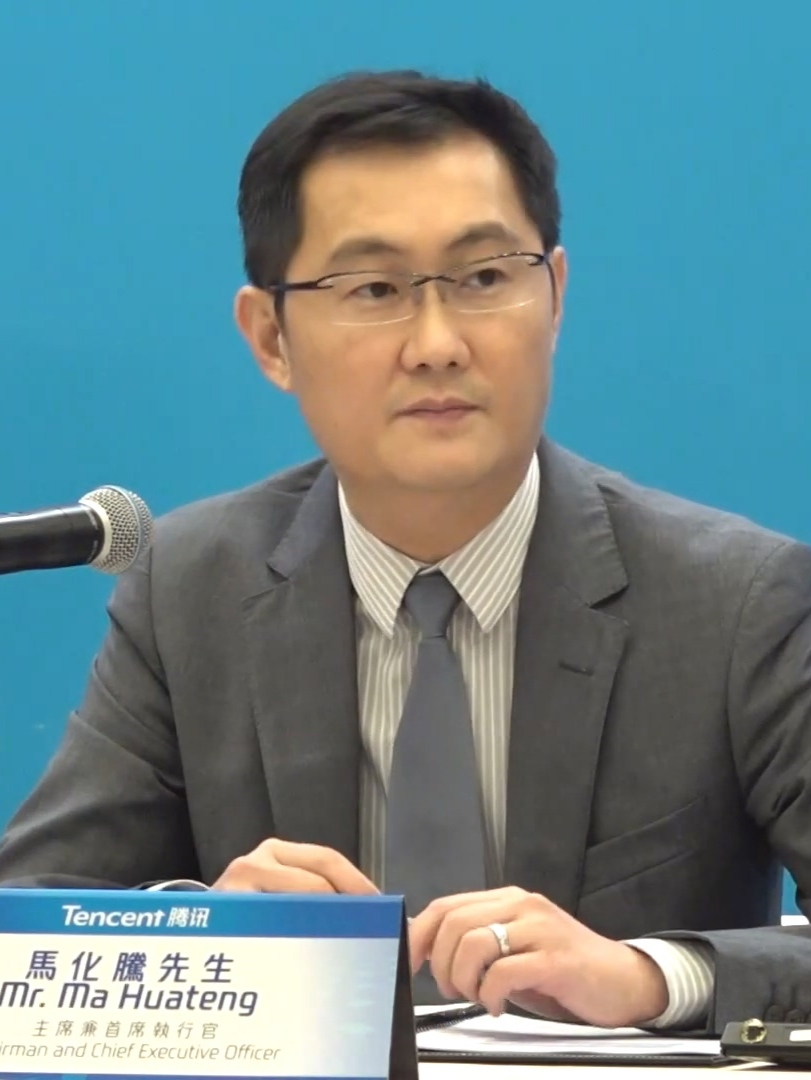
Pony Ma (2019)

Ma Huateng (chinesisch 馬化騰 / 马化腾, Pinyin Mǎ Huàténg; * 29. Oktober 1971 in Shantou (Bezirk Chaoyang), Provinz Guangdong, Volksrepublik China) ist ein chinesischer Unternehmer. Als Gründer, Chairman und CEO von Tencent gehört er zu den reichsten Chinesen und zu den mächtigsten Personen der Welt. International bekannt ist er unter dem Namen Pony Ma. Pony ist die Übersetzung seines chinesischen Nachnamens Ma (马 – „Pferd“).

## Leben
Ma studierte an der Universität Shenzhen Ingenieurwissenschaften und Informatik und schloss das Studium im Jahre 1993 ab. Er begann seine Karriere als Angestellter des Unternehmens China Motion Telecom Development Limited, wo man ihn nach einiger Zeit zum Leiter der Entwicklung von Pager-Diensten über das Internet ernannte. 1998 gründete er mit bescheidenen Mitteln das Unternehmen Tencent, das zunächst Technologien für textbasiertes Instant Messaging entwickelte. Kurze Zeit darauf entwickelte er eine chinesische Version der Software AOL Instant Messenger und der von fünf Israelis entwickelten ICQ, die er im Jahre 1999 als Plattform Tencent QQ (zuvor OICQ oder Open ICQ), einen Instant-Messaging-Dienst, startete. Am Ende des gleichen Jahres erhielt er 2,2 Millionen US-Dollar von zwei Risikokapitalgebern. Das Unternehmen wuchs schnell und ging am 16. Juli 2004 an die Hongkonger Börse. Dort hat es seitdem starke Kursgewinne erzielt. 2011 startete er die Plattform WeChat.
Ma leitet weiterhin das Unternehmen Tencent und hält einen Anteil von knapp 10 Prozent daran und ist Multi-Milliardär. Bereits im Alter von 34 Jahren nahm er im Jahre 2005 den 68. Platz unter den reichsten Chinesen ein. Auf der Forbes-Liste 2021 belegt er den 16. Platz, sein Vermögen wird mit 67,6 Milliarden US-Dollar angegeben. Auf der Liste von 2022 wurde sein Vermögen noch mit 37,2 Milliarden US-Dollar angegeben, nachdem die chinesische Regierung eine striktere Regulierung von Internetunternehmen beschlossen hatte.
Ma wird ein entschlossener Führungsstil und eine große Gabe für die Anpassung internationaler Trends an den chinesischen Geschmack nachgesagt. Er war in der Lage, ein talentiertes Team zusammenzustellen, das einen Weg fand, im chinesischen Markt mit für die Benutzer kostenlosen Dienstleistungen finanziell zu profitieren.
Ma Huateng war Delegierter des Nationalen Volkskongresses und gilt als Befürworter der restriktiven chinesischen Internetpolitik (englisch We are a great supporter of the government in terms of the information security.). So wird der Messengerdienst WeChat intensiv zensiert. Ma ist per Ende 2018 jedoch kein Mitglied der Kommunistischen Partei Chinas.
Ma ist verheiratet und hat eine Tochter. Er wohnt in Shenzhen. (Stand 2019)

## Belege
1. 1 2  Forbes Billionaires 2022: The Richest People In The World. In: forbes.com. Abgerufen am 21. März 2023 (englisch).
2. ↑  The World's Most Powerful People. In: forbes.com. Abgerufen am 21. März 2023 (englisch).
3. ↑  Sherman Hollar: Ma Huateng – Chinese entrepreneur. In: britannica.com. Abgerufen am 3. März 2021 (englisch).
4. ↑  Schriftzeichen „Ma – 马“ (Pferd, Familienname). In: dict.leo.org. Leo GmbH, abgerufen am 3. März 2021 (chinesisch, deutsch).
5. 1 2 3  
Sunny Li Sun und Martina Jing Quan: Ma, Huateng – 马化腾. In: Wenxian Zhang und Ilan Alon (Hrsg.): Biographical Dictionary of New Chinese Entrepreneurs and Business Leaders. 中国经济风云人物. Edward Elgar, Cheltenham, Northampton 2009, ISBN 978-1-84720-636-7, S. 111–112 (Vorschau in der Google-Buchsuche).
6. ↑  #16 Ma Huateng – Chairman and CEO, Tencent Holdings. In: forbes.com. 3. März 2021, abgerufen am 3. März 2021 (englisch).
7. ↑  Christian Fuchs: Culture and Economy in the Age of Social Media. Routledge, New York, Abingdon 2015, ISBN 978-1-317-55820-0, S. 296 (englisch, eingeschränkte Vorschau in der Google-Buchsuche).
8. ↑  
关于改革开放杰出贡献拟表彰对象的公示 – „Öffentliche Bekanntmachung zur Gegenstand der Belobigung aufgrund herausragende Leistung beim Reform und Öffnung des Landes“. In: politics.people.com.cn. Renmin Ribao, 26. November 2018, abgerufen am 8. April 2019 (chinesisch): „马化腾，男，汉族，无党派人士，1971年10月出生，广东汕头人，腾讯科技（深圳）有限公司董事会主席、首席执行官。受益于改革开放大环境，他创立并带领腾讯，从一个仅有5人的小企业成长为全世界最具影响力的互联网公司之一。[…] – Ma Huateng, männlich, Han-Ethnie, parteilos, geboren in Oktober 1970, Bürger der Stadt Shantou aus Guangdong, Vorstand und CEO von Tencent Technologie (Shenzhen) Inc. Aufgrund der günstige Situation durch makroökonomische Reform und Öffnung des Landes, gründete und führte er anfangs das fünfköpfige Kleinunternehmen Tencent Inc., das mit der Zeit zum eines der weltweit einflussreichsten Internetunternehmen heranwächst. […]“

| Personendaten    | Personendaten |
| ---------------- | --- |
| NAME             | Ma, Huateng |
| ALTERNATIVNAMEN  | Ma, Pony (Spitzname); Mǎ, Huàténg (Pinyin); Maa5, Faa3tang4 (Jyutping); 馬化騰 (chinesisch, Langzeichen); 马化腾 (chinesisch, Kurzzeichen) |
| KURZBESCHREIBUNG | chinesischer Unternehmer |
| GEBURTSDATUM     | 29. Oktober 1971 |
| GEBURTSORT       | Chaoyang (Shantou), Provinz Guangdong, Volksrepublik China                                                                                 |